# Haus Schneidhausen

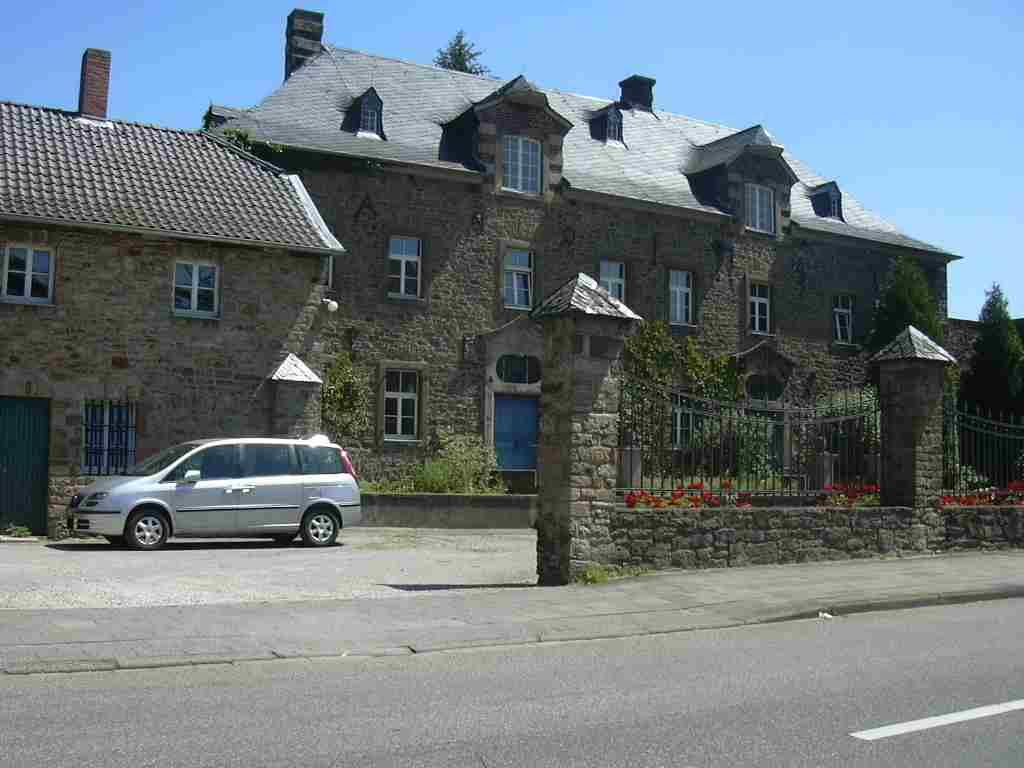
Das Herrenhaus

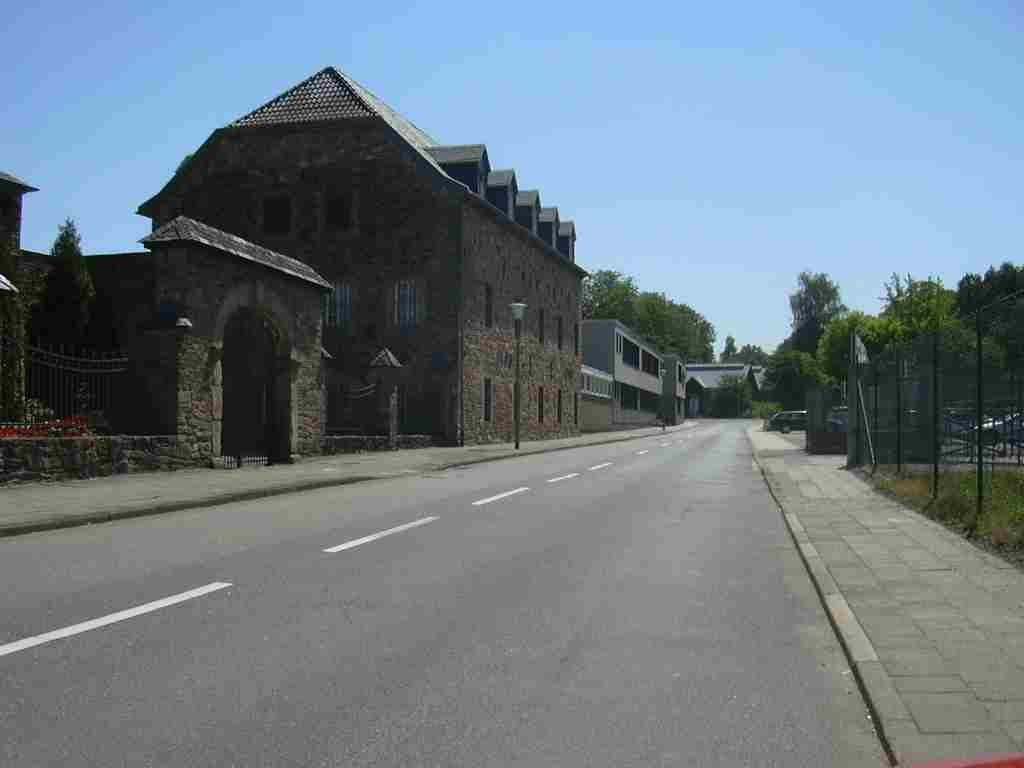
Die Zufahrt

Das Haus Schneidhausen ist ein Herrensitz in Schneidhausen, einem Weiler von Kreuzau im Kreis Düren in Nordrhein-Westfalen an der Rur.

## Geschichte
Der dicht am Kreuzauer Mühlenteich gelegene Gebäudekomplex wurde 1743 durch Leonhard Hoesch (1684–1761), anfangs Reidemeister auf dem Neuenhammer im Stolberger Ortsteil Vicht, jetzt Besitzer eines Hüttenwerks in Schneidhausen, als repräsentatives Wohnhaus mit angeschlossener Eisenschneidmühle aus Bruchstein errichtet. Am 14. September 1742 hatte Hoesch von der Hofkammer in Düsseldorf die Konzession für diese Fabrik erhalten. Er war seit 1716 mit Elisabeth Schoeller (1698–1778), Tochter des Gemünder Eisenhüttenbesitzers Johann Peter Schoeller (1671–1753) verheiratet. Die Knöpfe der Eisenanker von Haus Schneidhausen zeigen heute noch das Baujahr und die Initialen des Bauherrenehepaares.
Der Name Schneidhausen ist vermutlich eine Erfindung des Bauherrn Leonhard Hoesch. Er lässt sich von der Eisenschneidmühle herleiten. Nachdem Haus Schneidhausen ursprünglich nur der Eisenfabrikation gedient hatte, erweiterte Hugo Ludolf Hoesch (1727–1790), Leonhards Sohn, den Gebäudekomplex noch um eine Papier- und eine Ölmühle. Auf diese Weise sollte die reichlich vorhandene Wasserkraft ausgenutzt werden. Die Konzession für beide Mühlen wurde am 17. März 1770 erteilt.

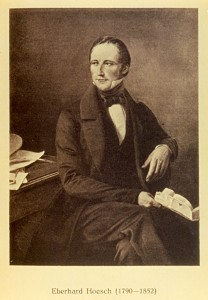
Eberhard Hoesch (1790–1852)

Nach dem Tode des Hugo Ludolf Hoeschs im Jahre 1790 ging Haus Schneidmühle laut Testament je zu einer Hälfte an die Söhne Eberhard Hoesch (1756–1811), der den Beinamen „von Schneidhausen“ führte, und Jeremias Ludolf Hoesch (1774–1842). Diese Söhne begründeten die beiden Zweige der Dürener Hoesch-Linie. Sowohl Jeremias als auch Eberhard Hoesch wohnten in Schneidhausen. Da das alte Stammhaus der Hoeschs keine zwei Familien aufnehmen konnte, musste eine neue Wohnung errichtet werden.
Im Jahre 1819 wurden die Besitzanteile neu aufgeteilt und Eberhards Söhne Eberhard, junior (1790–1852) und Wilhelm Hoesch (1791–1831) verblieben gemeinsam als „Gebrüder Eberhard und Wilhelm Hoesch“ auf Schneidhausen, wogegen ihr älterer Bruder Ludolf Matthias Hoesch (1788–1859) die höher eingeschätzte Papiermühle in Krauthausen erhielt und dort eine florierende Papierindustrie aufbaute. 
Am 1. Oktober 1846 wurde der Firmenname, in „Eberhard Hoesch und Söhne“ umgewandelt, nachdem Wilhelm bereits früh verstorben war. In den Jahren 1845 bis 1847 stellte die Familie Hoesch von Papier- auf Zinkfabrikation um. In Haus Schneidhausen war zu diesem Zeitpunkt ein Zinkwalzwerk eingerichtet. Die rechte Hälfte diente als Fabrik, die linke als Wohnhaus.
Zu Beginn des 20. Jahrhunderts war der gesamte Gebäudekomplex zu Fabrikzwecken hergerichtet. Aus dem Hüttenbetrieb ging die heutige Badewannenfabrik Hoesch Metall- und Kunststoffwerk hervor, das zu den größten Badewannenhersteller Europas zählt.
Heute dient Haus Schneidhausen als Mietshaus. Besitzer des Gebäudes ist nach der 1972 erfolgten Teilung der Firma „Eberhard Hoesch und Söhne“ die Gesellschaft „Hoesch Metall- und Kunststoffwerk“ in Schneidhausen.